# Naumkeag
Naumkeag es la antigua finca ubicada en 5 Prospect Hill Road, Stockbridge, Massachusetts (Estados Unidos). Era propiedad del abogado de Nueva York Joseph Hodges Choate. Su casa principal es de estilo Shingle y tiene 44 habitaciones. Fue diseñada principalmente por Stanford White de McKim, Mead & White, y construida en 1886 y 1887.
La finca se caracteriza por sus grandes jardines, que fueron diseñados a mediados del siglo XX por el destacado paisajista Fletcher Steele junto con Mabel Choate. Naumkeag es un Hito Histórico Nacional propiedad de The Trustees of Reservations, que lo opera como un museo sin fines de lucro.

## Descripción
Naumkeag fue diseñado por el arquitecto Stanford White de McKim, Mead & White en 1885 como la propiedad de verano de Joseph Hodges Choate, un abogado de Nueva York y embajador estadounidense en Inglaterra de 1899 a 1905, y su esposa Caroline Dutcher Sterling Choate, artista y defensora de la educación de la mujer. Naumkeag fue más tarde la residencia de su hija Mabel.
La casa está construida en el estilo Shingle con un exterior de tejas de madera con torres de ladrillo y piedra, frontones prominentes y porche grande, e interiores con carpintería fina. Contiene muebles de la familia Choate, porcelana china y obras de arte recolectadas de América, Europa y el Extremo Oriente.
La casa se encuentra dentro de 3,2 ha de jardines en terrazas (incluidos The Rose Garden, The Afternoon Garden y The Chinese Garden) y terrenos ajardinados rodeados por 16,2 ha de bosques, praderas y pastos. Sus terrenos fueron diseñados por primera vez a fines de la década de 1880 por Nathan Barrett, luego reestructurados y ampliados entre 1926 y 1956 por el destacado diseñador paisajista Fletcher Steele. Los diseños originales de Barrett incluían dos terrazas, camas perennes (ahora el Jardín Chino) y un topiario de hoja perenne. Las adiciones de Steele incluyen Afternoon Garden (1926); posiblemente su diseño más famoso, Blue Steps (1938); y el jardín chino (1936-1955).

## Historia
El asentamiento colonial de la sección Prospect Hill de Stockbridge comenzó con la fundación de la ciudad como una comunidad misionera de nativos americanos en la década de 1730. El futuro sitio de Naumkeag probablemente fue adquirido por el abogado de Nueva York David Dudley Field en la década de 1870 y comprado por Joseph Hodges Choate en 1884. La familia de Choate había estado de vacaciones en Stockbridge (donde los socios legales de Choate también pasaban el verano) y había hecho un pícnic en la propiedad. Choate persuadió a Field (a quien se había opuesto en los casos legales de Boss Tweed ) de separarse de 16 ha en el lado sur de la colina. 

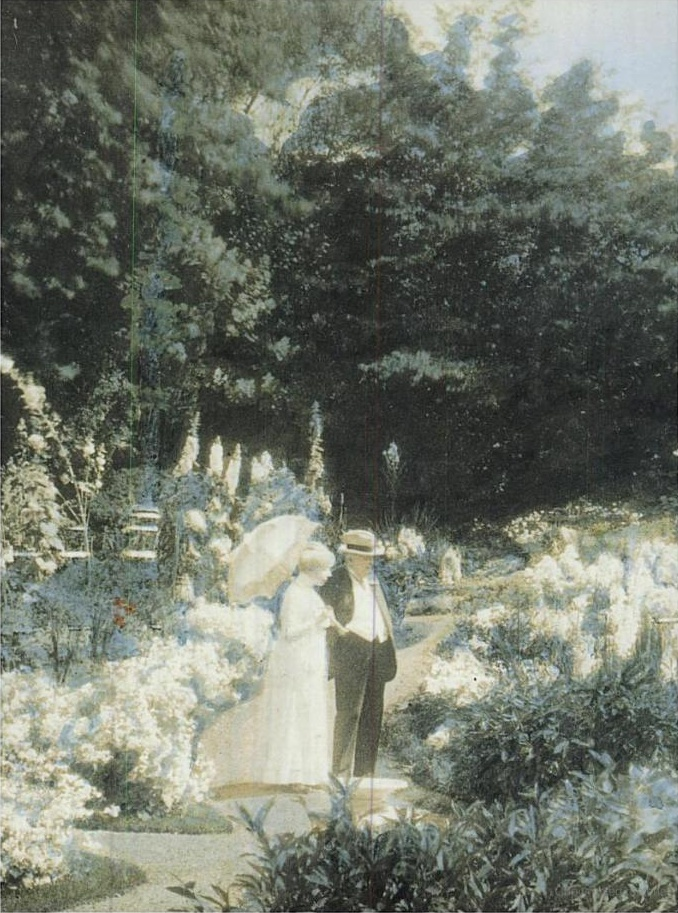
Un autocromo de los Choates en el jardín de Naumkeag, c. 1910.

Choate fue amigo del arquitecto Charles McKim desde hace mucho tiempo, pero la mayor parte del trabajo de diseño arquitectónico fue realizado por el socio de McKim, Stanford White. Aunque el trabajo de diseño comenzó poco después de la compra, la construcción se retrasó por la muerte del hijo de Choate. La casa se completó en 1887 a un costo de alrededor de 35 000 dólares. White también jugó un papel decisivo en la decoración y el mobiliario de la casa, viajando a Europa con los Choates con ese propósito. 
La casa sufrió una variedad de alteraciones y adiciones, algunas guiadas por los arquitectos George de Gersdorff y Charles Platt. La biblioteca se amplió en 1897, encerrando un espacio que alguna vez sirvió como un porche orientado al sur. El número de baños se elevó de cuatro a siete en los primeros años del siglo XX. Estos cambios, que incluyeron la adición de un porche al dormitorio principal, requirieron la adición de una buhardilla en el tercer piso y varias ventanas nuevas. Durante el período de propiedad de Mabel Choate, solo se realizaron cambios modestos.

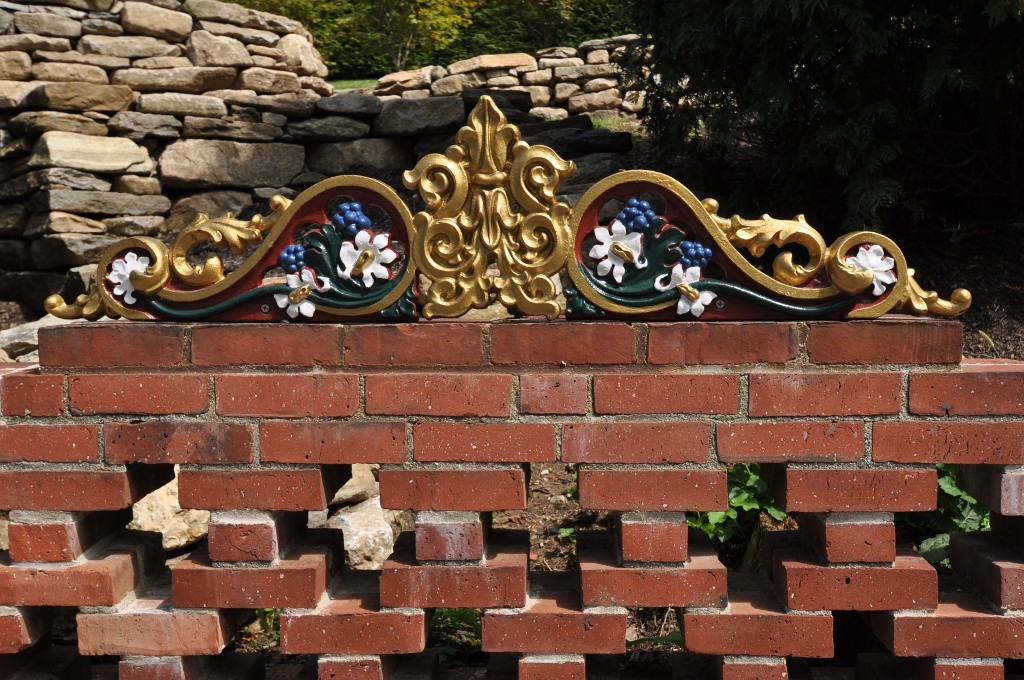
Un muro de jardín.

Joseph Choate primero ofreció el diseño del paisaje a Frederick Law Olmsted, pero rechazó su propuesta de colocar la casa a la mitad de la colina, donde se encontraba un roble favorito. En cambio, el contrato de paisajismo fue otorgado a Nathan Barrett, un diseñador autodidacta más conocido por su trabajo municipal. La visión de Barrett del paisaje se implementó entre 1884 y 1894. Su diseño incluía jardines de flores formales cerca de la casa, y tenía una amplia pradera cuesta abajo, con un huerto y la parcela del cementerio familiar en la parte inferior. Para la fuente principal, Choate encargó al escultor y amigo de White, Frederick MacMonnies, que realizara una obra; el resultado fue Young Faun con Heron.
Entre 1895 y 1925 se realizaron cambios menores en los jardines bajo la dirección de Percival Gallagher y Marian Coffin. Las decisiones de diseño en los últimos años estuvieron dominadas por la hija de Choate, Mabel, especialmente después de la muerte de Choate en 1917. Mabel adquirió el control total de la propiedad después de la muerte de su madre en 1929. Mabel Choate inició su larga y fructífera colaboración con el diseñador Fletcher Steele en 1926. A su muerte en 1958, la herencia fue legada a los Fideicomisarios de Reservas, para ser "una auténtica representación de la época y la forma de vida que refleja ahora [1958]".
La casa principal de Naumkeag fue incluida en el Registro Nacional de Lugares Históricos en 1975; la lista se amplió y toda la finca fue designada como Distrito Histórico Nacional en 2007. Su designación se hizo por la arquitectura y el contenido de la casa, que son ejemplos bien conservados de una finca de la Edad Dorada, y por el innovador trabajo de diseño del paisaje de Fletcher Steele.

## Galería

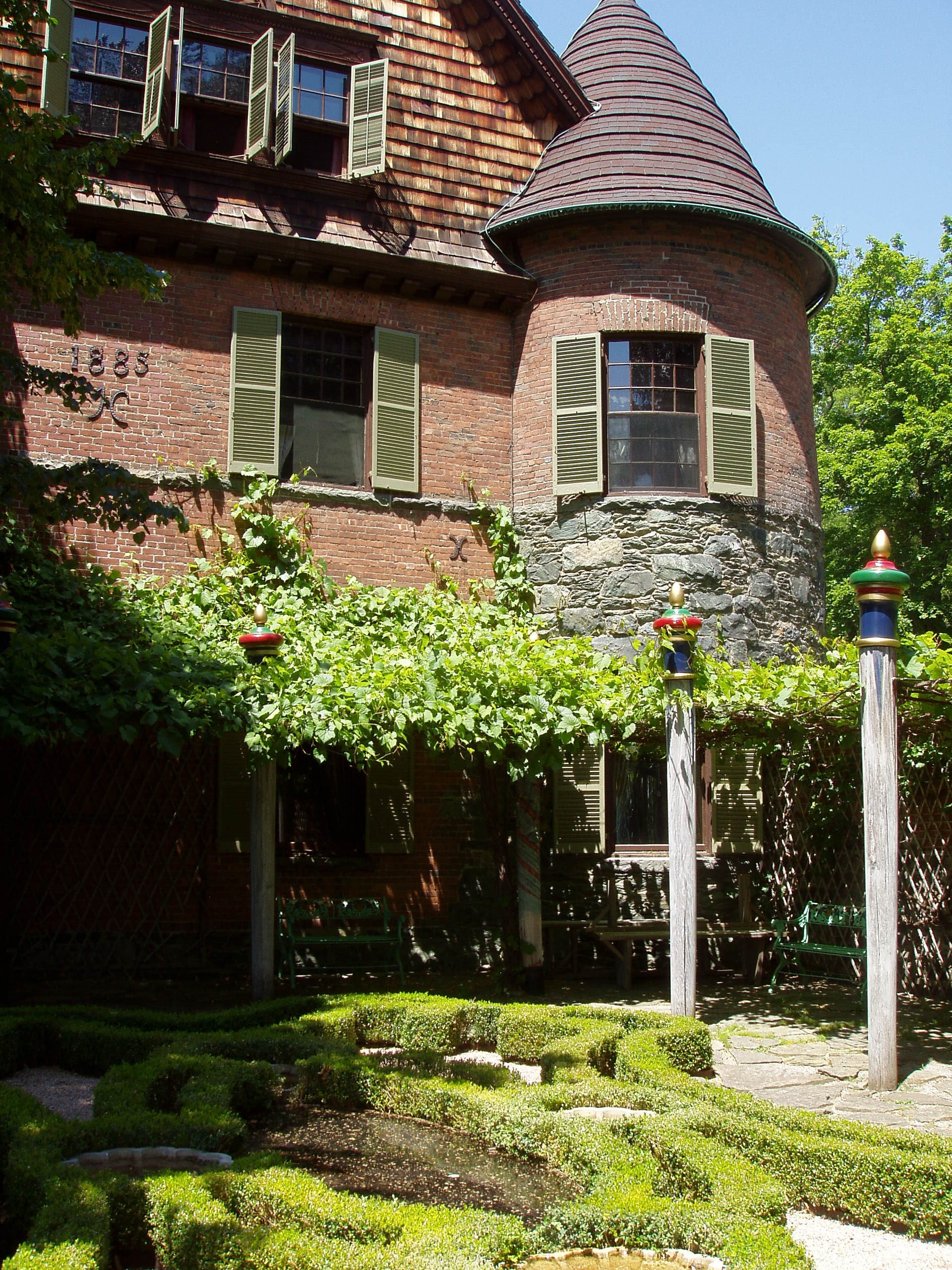
Jardín vespertino
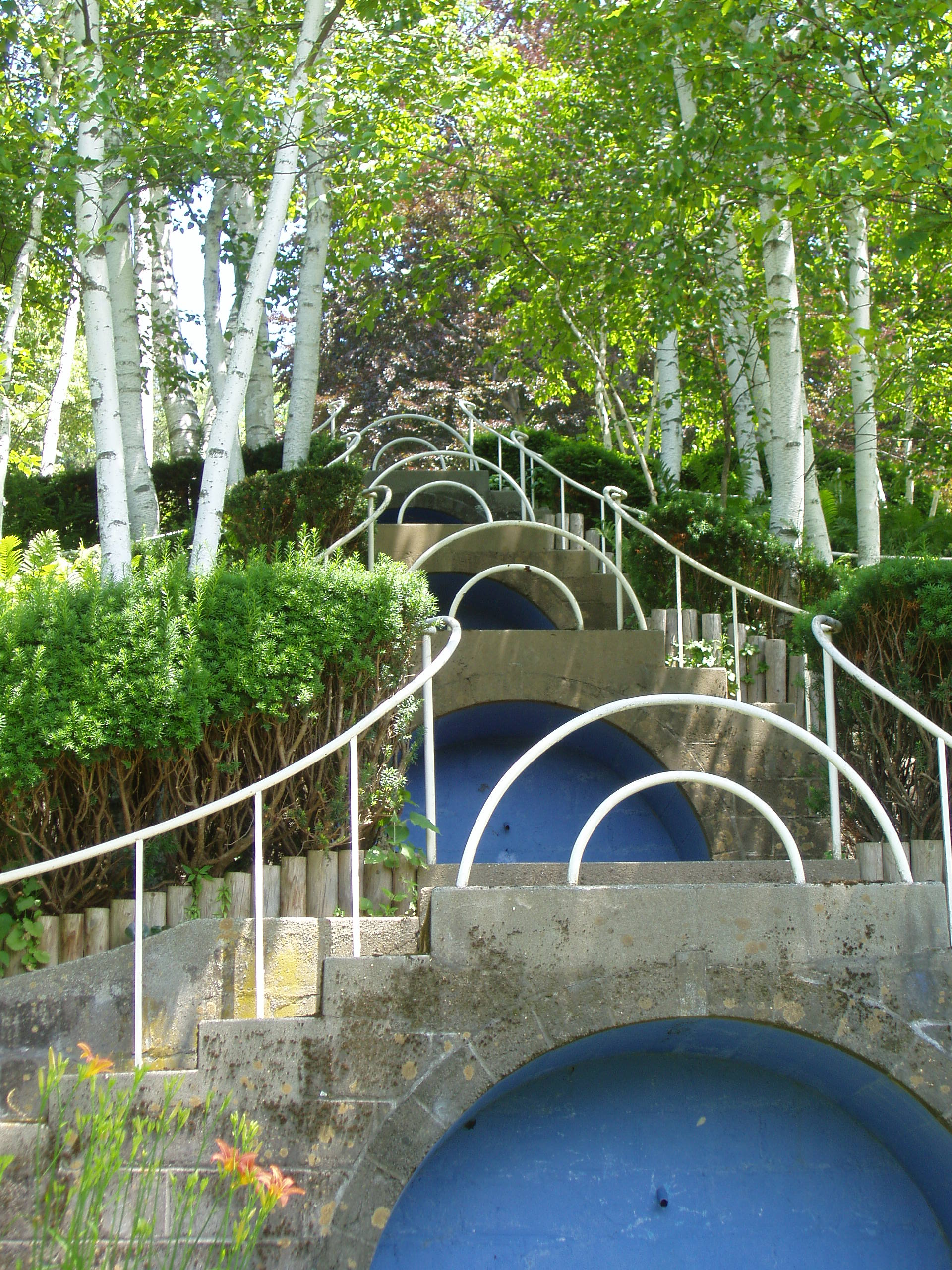
Escalones azules
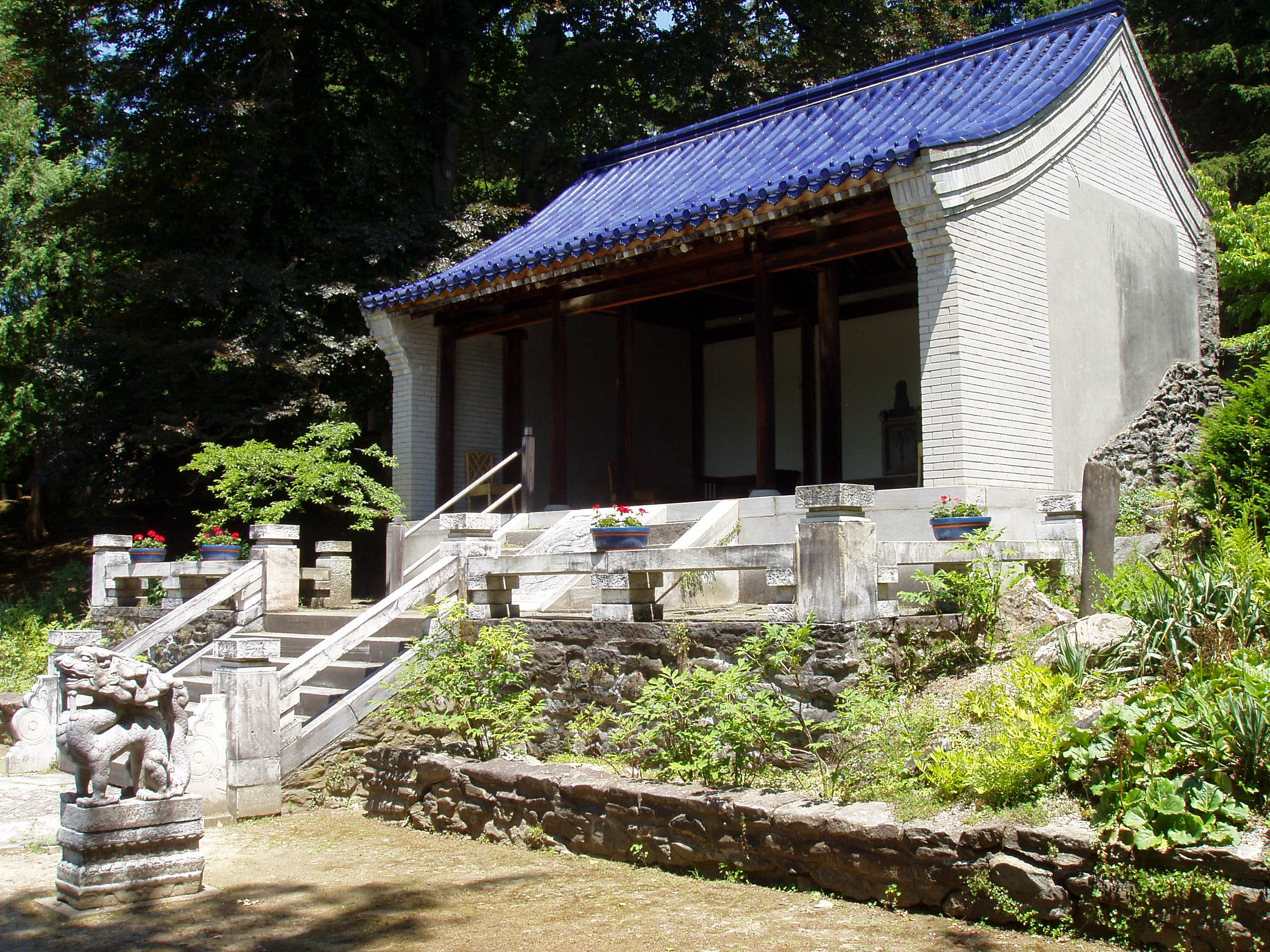
Jardín chino
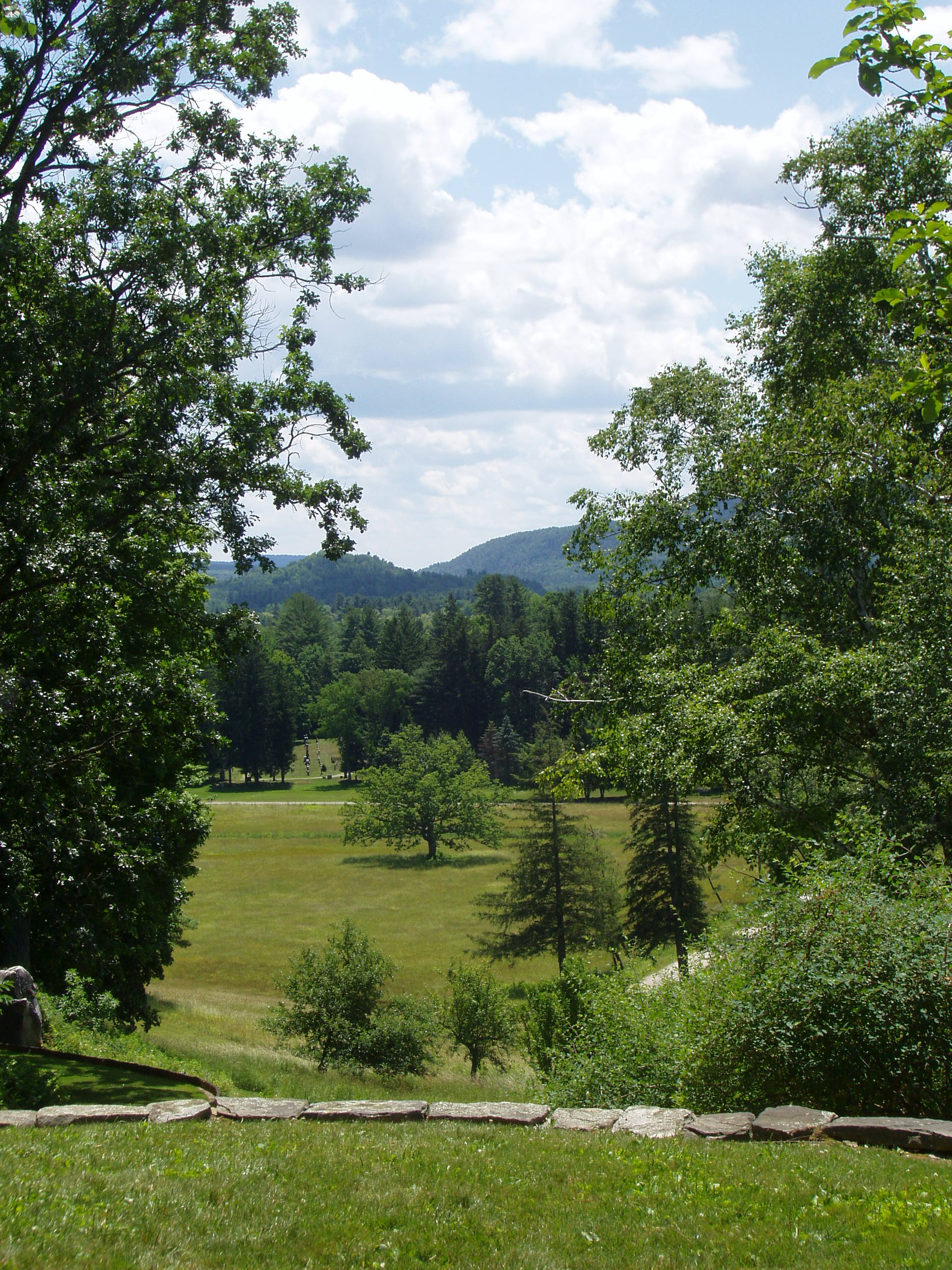
Jardines